# BLTサンドイッチ
BLTサンドイッチ（BLT sandwich）または単にBLTとは、サンドイッチの一種であり、パンに挿む食材として、ベーコン（bacon）、レタス（lettuce）、トマト（tomato）が用いられることから、それぞれの頭文字を取って名づけられた。

## レシピ

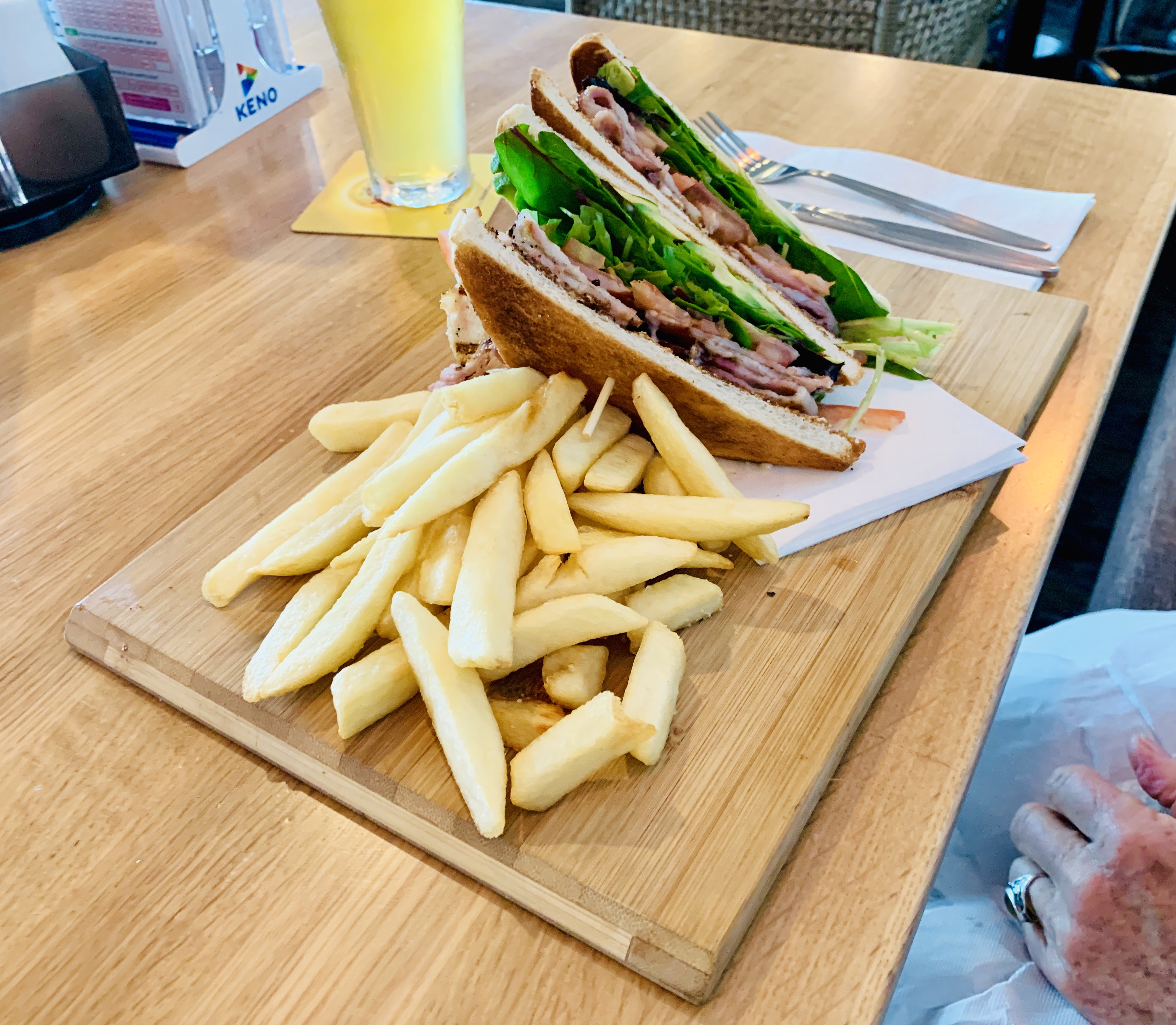
オーストラリア、マークーラのBLT

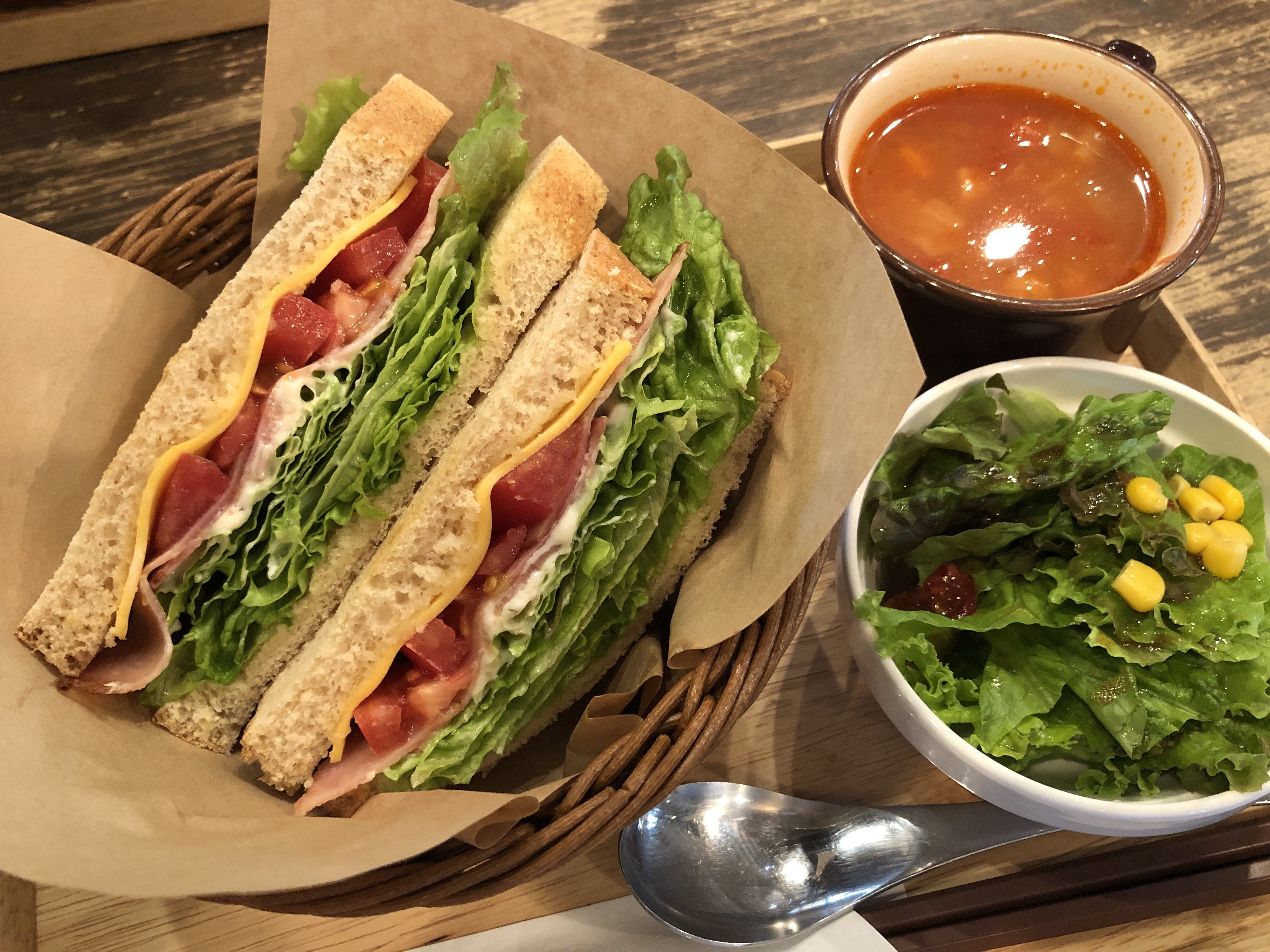
日本の喫茶店のBLT

BLTサンドにはいくつものバリエーションがあるが、欠かすことができないのはベーコン、レタス、トマト、マヨネーズ、そしてパンという材料であり、その質と量については好みの問題である。ベーコンはカリカリに焼いても、柔らかいままでもよいが、他の食材の風味を「支える」ためプロの料理人は質の高い肉を使うことをすすめている。例えばシェフのエドワード・リーも「近所の普通のスーパーマーケットで売っているベーコンではうまくいかないだろう」と語っている。
アイスバーグレタスはパリッとした食感をプラスしつつ余計な風味は残さないため、BLTサンドに使われることが多い。一方でフードライターのエド・レヴィンのようにレタスはBLTサンドには「邪魔」であり全く不要だという人間もいる（しかしこの考え方にMSNBCでライフスタイルのコーナーを担当するジョン・ボネは衝撃を受けた）。BLTサンドに関する料理本を出版しているミシェル・アン・ジョーダンは、トマトこそが鍵となる食材だと考えている。彼女はよりフレッシュで種も少ないという理由でビーフステーキ・トマトを使うことを提案している 。
マヨネーズもBLTサンドの味に決定的な差を生む。パンの選択肢はバラエティに富み、白パンから全粒粉パンを選んだり、トーストしたりしなかったりと好みに合わせることができる。

### バリエーション
BLTサンドはそのままでは塩分が高く脂肪分も多いため、ローファットのマヨネーズを使ったり低塩パンや脂肪分の少ないベーコンを使うことは珍しくない。2009年にはイギリスの大手カフェチェーン7社が類似の代用品を使って塩分と脂肪を減らす協定を結んでいるし、見た目にもわかりやすい解決策として普通のベーコンの代わりにターキーベーコンを使ってもよい。またバリエーションの一つとしてクラブハウスサンド風にする手もある。サンドイッチを二層に分け、一方はBLTに、もう一方は何の肉でもよいが例えば単純に鶏肉やターキーを使うのである。
BLTサンドは様々な姿に分解されてもいる。つまりエドナ・ルイスとスコット・ピーコックはBLTサラダを考案しているが、これはBLTサンドの中身を25 mm幅に刻んでマヨネーズで和えたもので、このアレンジにニューヨーク・タイムズのジュリア･リードは「BLTサンド以上に非の打ち所がない」とコメントしている。

## 歴史
BLTサンドに使われる材料ははるか昔から存在しているにも拘らず、1900年以前のレシピについてはほとんど資料がない。1903年に出版されたイザベル・ゴードン・カーティスの「グッドハウスキーピング・エブリディ・クックブック」に掲載されたクラブサンドのレシピには、二枚のスライスパンでベーコン、レタス、トマト、マヨネーズ、スライスしたターキーをサンドイッチするものがある。1929年の「セブンハンドレッド・サンドイッチ」にはベーコンサンドイッチの項目があるが、収録されているレシピにはピクルスが入っていたり、トマトを使っていなかったりするものも多い。
BLTサンドが普及したのは、第二次大戦以降だと言われている。スーパーマーケットが急激に普及し年間を通して同じ材料が使えるようになったからである。初めは「ベーコン、レタス、トマト」と表現されていたが、アメリカの外食産業を皮切りにBLTと短縮した名前でこのサンドイッチを呼ぶようになった。しかしそれが全国的になったのがいつかは定かではない。

### 大衆性
食文化の歴史を研究するジョン・マリアーニによると、BLTサンドイッチはアメリカではハムサンドに次いで最も人気があるサンドイッチで、イギリスでも2008年に実施された調査で「国民的な大好物」だということが示された。このサンドイッチは1年のうちでもトマトの収穫が明けた夏に人気が出る。加えてアメリカではBLTサンドのシーズンになるとベーコンに使われる豚バラ肉の価格が上昇する。

## 文化の中のBLTサンド
1963年にポップアートの彫刻家クレス・オルデンバーグは巨大なBLTサンドイッチの彫刻を製作した。これは後にホイットニー美術館に展示された作品で、大きさは81 cm × 99 cmあり、材料にビニール、パンヤ、材木を使いアクリルでペイントしている。しかしこの作品は移動させるたびに再構築しなければならないため、展示されるたびに姿が変わる。オルデンバーグは1963年に製作してからは自分の手で組んだことはないと語っている。
1995年に発売された山本正之のアルバム『COLORS』収録の「ブルックリン物語」の歌詞には、ボストン産まれの女性が夕暮れにBLTをほおばっている旨の一節がある。
2003年に世界最大のBLTサンドの記録がミシェル・アンナ・ジョーダンによって打ち立てられた。この長さにして33 mのサンドイッチは、同じ年にカリフォルニア州ソノマ郡で開かれたトマト・フェスティバルで調理されたもので、総面積は96,620 cm2に及んだ。2008年にはマリー･ガニスターとグレンダ・カステッリが55 mのBLTサンドをつくっている（本来の予定ではジョーダンも加わるはずだった）。2012年の時点での世界記録は、2009年に達成された63.73 mである。
2004年、ニューステイツマン誌は政治家「お気に入り」のサンドイッチには政治的なニュアンスがあるという記事を掲載した。例えばチキンティッカであれば、「帝国の過去を静かに肯定しつつ、多文化的な現在と未来を強く支持する」というものだ。背景にはこの記事が象徴的だとみなすエピソードがある。当時の対立政党の党首ウィリアム・ヘイグは、一方ではフィッシュアンドチップスが好きだと語り、他方では出来たてのフェットチーネが好きだと話す首相のトニー･ブレアに対して、食に関して偽善的であると非難したのである。ニューステイツマン誌はトニー･ブレアはサンドイッチであればBLTサンドを選ぶだろうと結論している。つまり全階級に訴えかけるためである。

## ハンバーガー店でのBLT

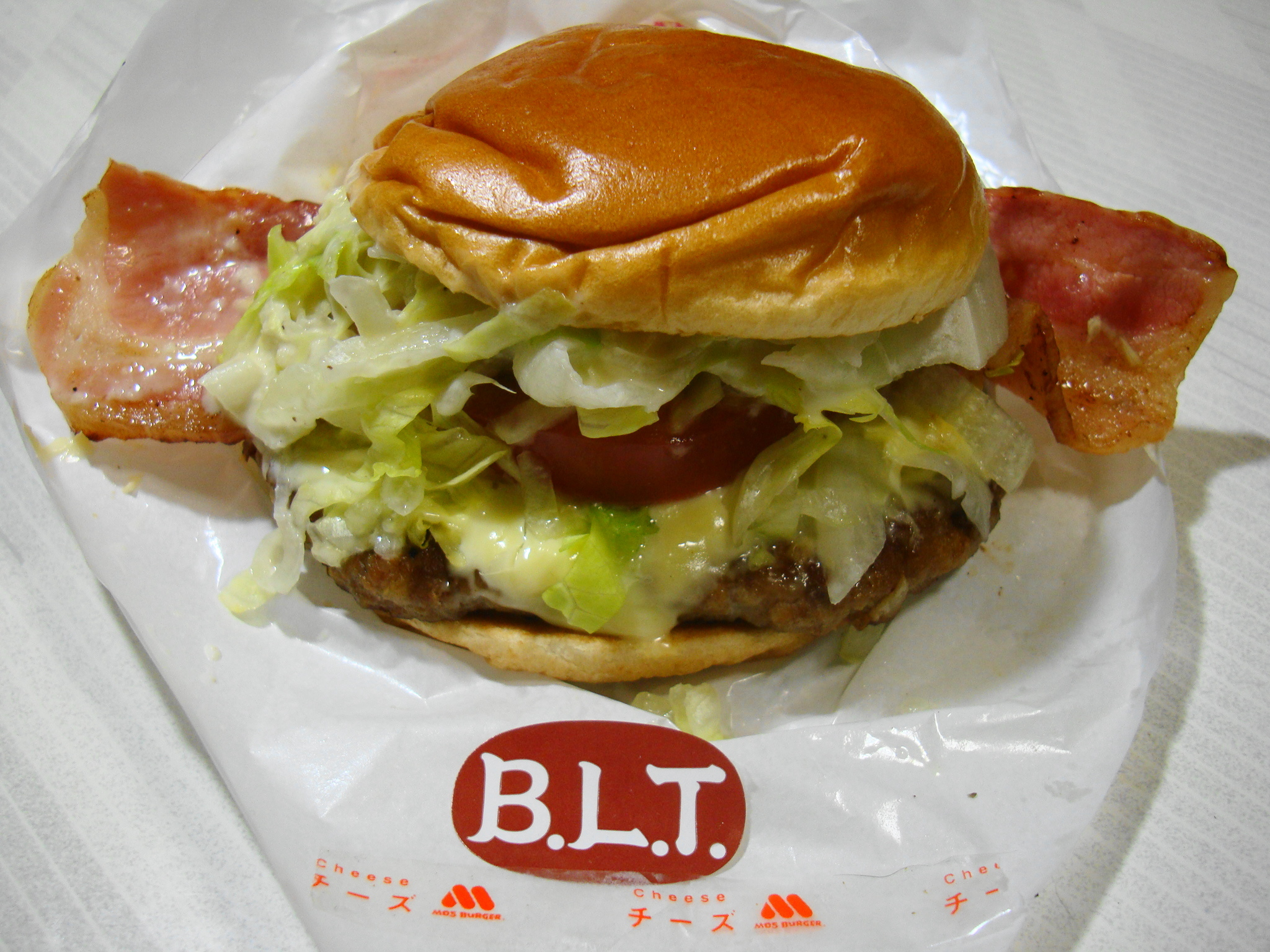
モスバーガーで期間限定で販売された「とびきりハンバーグサンド B.L.T.」

サンドイッチの他にも、ハンバーガーやホットドッグでもベーコン、レタス、トマトの組み合わせは人気である。
- ハンバーガー大手のモスバーガーでは、2011年4月から期間限定で、「とびきりハンバーグサンド B.L.T.」（販売終了）を販売。また、朝食時間帯限定のレギュラーメニューとして「モスのモーニングバーガー B.L.T.」を販売。

- サンドイッチ大手のサブウェイでは、レギュラーメニューとしてベーコン、チーズなどが入った「BLT」を販売。全メニューで人気2位である。

- ハンバーガー大手のロッテリアでは、2012年5月24日から期間限定で、「絶妙BLTバーガー」（販売終了）を販売。

- ハンバーガー大手の日本マクドナルドでは、2013年6月24日から期間限定で、クォーターパウンダーBLTを、その後も2018年4月から1か月限定でビッグマックBLTを販売、なお、通常の「BLTバーガー」は現在も販売されている。